# Одеса (фільм, 1935)
«Одеса» — радянський документальний фільм 1935 року, знятий французьким режисером Жаном Лодсом за сценарієм Ісаака Бабеля.

## Сюжет
Фільм розповідає про історію та розвиток міста Одеса, його пам'ятки та життя сучасників.
Остання — постановочна сцена фільму на Потьомкінських сходах — явний парафраз останньої сцени фільму «Броненосець „Потьомкін“».
Текст за кадром читає Ісаак Бабель.

## Про фільм
Режисер фільму — Жан Лодс(1903—1974) — з Франції, племінник відомого теоретика кіно Леона Муссінака.
Фільм вважався втраченим, але у 2001 році негатив фільму було виявлено у Російському державному архіві кінофотодокументів.
У 2015 році фільм був показаний у рамках позаконкурсної ретроспективної програми 6-го Одеського міжнародного кінофестивалю.